# Cap-Vert aux Jeux olympiques
La participation du Cap-Vert aux Jeux olympiques débute lors des Jeux d'été de 1996 à Atlanta, aux États-Unis.
Le pays n'avait jamais remporté de médailles avant les Jeux olympiques d’été de 2024, édition durant laquelle le boxeur Daniel Varela de Pina est devenu le premier athlète cap-verdien médaillé aux Jeux olympiques d’été.
Le Comité national olympique du Cap-Vert a été créé en 1989 et a été reconnu par le Comité international olympique (CIO) en 1993.

## Tokyo 2021
Pour les jeux olympiques de Tokyo, le Cap-Vert envoie 6 athlètes dans 5 sports différents : Marcia Alves Lopes en gymnastique rythmique, Jordin Andrade en athlétisme (400m haies), Sandrine Billiet en judo dans la catégorie -63kg, en natation Jayla Pina (100m brasse) et son frère Troy Pina en 50m nage libre représentent le sport ayant le plus d'athlètes. Le boxeur Daniel David Varela de Pina est présent dans la catégorie 48-52kg. C'est la première fois que le Cap-Vert sera représenté par 6 athlètes, battant le record de Rio où 5 athlètes étaient partis au Brésil. 

## Tableau des médailles

### Médailles par Jeux d’été
| Jeux                | Athlètes | Or | Argent | Bronze | Total | Rang |
| 1996 Atlanta        | 4        | 0  | 0      | 0      | 0     | –    |
| 2000 Sydney         | 2        | 0  | 0      | 0      | 0     | –    |
| 2004 Athènes        | 3        | 0  | 0      | 0      | 0     | –    |
| 2008 Pékin          | 3        | 0  | 0      | 0      | 0     | –    |
| 2012 Londres        | 3        | 0  | 0      | 0      | 0     | –    |
| 2016 Rio de Janeiro | 5        | 0  | 0      | 0      | 0     | –    |
| 2020 Tokyo          | 6        | 0  | 0      | 0      | 0     | –    |
| 2024 Paris          | 7        | 0  | 0      | 1      | 1     | 61   |
| Total               | Total    | 0  | 0      | 1      | 1     | –    |

### Médailles
| Médaille | Nom           | Jeux       | Sport | Compétition               |
| -------- | ------------- | ---------- | ----- | ------------------------- |
| Bronze   | David de Pina | Paris 2024 | Boxe  | Boxe Poids mouches (51kg) |